# Christian Bruneau
Pour les articles homonymes, voir Bruneau.
Marie Germain Christian Bruneau, né le 31 octobre 1884 à La Rochelle, mort le 28 mars 1953 à Lyon, est un général français pendant la Seconde Guerre mondiale.

## Biographie

### Enfance et formation
Il est fils du lieutenant-colonel Auguste Bruneau (1836-1906), futur général de brigade d'infanterie, et de Louise-Élisabeth Berthelin.
Venant de l'école Saint-Bernard (de Troyes), il passera son baccalauréat Lettres-Mathématiques devant la Faculté de Dijon avec la mention Bien.
Christian Bruneau fait partie de la promotion de l'école de Saint-Cyr "La Tour d'Auvergne" 1903-1905 et en sort 4e sur 524 élèves. Il sera affecté comme sous-lieutenant au 2e régiment de tirailleurs algériens,. En 1907, après avoir épousé Marguerite-Marie-Pauline-Eugénie Ducurtyl, il est nommé dans un bataillon de marche qui part au Maroc, récemment occupé par l'armée française. Il y combat à Sidi-Moumen et sa conduite lui vaut d'être promu au grade de lieutenant le 1er octobre de la même année. Il combattra à nouveau au Maroc à Rfakha le 29 février 1908.
De retour en France, il sera affecté en avril 1908 au 94e régiment d'infanterie de ligne. Après un premier échec, il est reçu à l’École de Guerre en 1912 et se retrouve ensuite affecté au 77e régiment d'infanterie pour des stages puis au 51e régiment d'infanterie en 1913.

### Première Guerre mondiale
Avec l'entrée en guerre, il se retrouve affecté au 3e de l'État-major du 61e régiment d'infanterie. Il est rapidement nommé capitaine (provisoire en septembre puis définitif en décembre 1914). Il s'illustre aux combats de Guinchy et affaires de Quennevières et se retrouve cité à l'ordre du 35e corps armée. Ayant été officier de la promotion de l’École de Guerre au moment de l'entrée en guerre, il bénéficie de la loi du 21 mars 1916 délivrant automatiquement le brevet d'État-major.
Le 27 juillet 1916, c'est à l'ordre de la 6e armée qu'il est cité après «son zèle inlassable... et son mépris absolu du danger» après la bataille de la Somme. Le 26 septembre 1916, il est fait chevalier de la Légion d'honneur. Le 25 juillet 1917, il devient chef du bureau des liaisons du Grand Quartier Général et passe ensuite au 3e bureau en janvier 1918.

#### Entrée dans l'arme blindée
Le 15 octobre 1918, le capitaine d'État-Major Christian Bruneau fait son entrée dans l'arme blindée en étant affecté au 507e régiment de chars de combat comme adjoint tactique du chef de corps Clayeux. Ce régiment combattra à Villers-le-Sec et la conduite du capitaine Bruneau y sera remarquée avec une nouvelle citation à l'ordre de l'armée (1re armée) décernée après la fin de la guerre, le 26 novembre 1918, avec la mention qu'il « s'est particulièrement distingué à l'attaque de Villers-le-Sec ».

### Entre Deux Guerres

#### 19e bataillon de chars légers
Un mois plus tard seulement, il est nommé à la tête du 19e bataillon de chars légers. Il est noté à ce moment-là comme quelqu'un de très susceptible notamment de la part de ses subordonnés mais il «a su ramener la confiance chez ses subordonnés. Il n'a qu'un défaut, c'est celui d'être beaucoup trop susceptible vis-à-vis de ses inférieurs». Il découvre l'intérêt de cette arme et se fait remarquer par le général Estienne qui le fait nommer à l'État-major des chars le 20 juillet 1919.
Le 24 octobre 1919, il est nommé au 503e régiment d'artillerie spéciale à Versailles comme professeur adjoint de tactique générale et d'infanterie au cours pratique d'artillerie d'assaut. Le 1er octobre 1920, il se retrouve détaché au ministère de la Guerre à la sous-direction de l'artillerie spéciale. Il y sera chargé de la liquidation de l'artillerie d'assaut du Grand Quartier Général. Le 10 juin 1921, c'est à la section des chars de la direction de l'infanterie qu'il est affecté.

#### Chef de bataillon
Peu après sa nomination au grade de chef de bataillon, le 24 juin 1922, il suit pendant un peu plus d'un an les cours de l'École Supérieure technique de l'artillerie. Il en sortira le 1er octobre 1923 8e sur 32 et deviendra un des premiers officiers doublement diplômé d'un brevet technique et d'un brevet d'État-major. Peu avant sa sortie, il est détaché de l'arme blindée pour suivre durant une année un stage à l'atelier de construction de Puteaux.
Le 8 septembre 1924, il est nommé commandant d'un bataillon du 503e régiment de chars de combat de Versailles.
Fin mars 1925, il est impliqué dans un accident de la route mortel lorsqu'il renverse le courtier en bijoux Louis Legout, le tuant sur le coup.

#### Enseignant à l'École de guerre
Le 25 août 1926, à la fin de son temps de commandement, il est nommé professeur stagiaire à l’École supérieur de guerre. Il y enseigne la tactique générale et d’État-major.  Christian Bruneau obtient le grade de lieutenant-colonel le 25 décembre 1930 à l'âge de 46 ans. Il est instructeur à l'école supérieure de guerre de 1930 à 1934. Il est fait officier de la légion d'honneur le 29 décembre 1932. De décembre 1934 à 1935, il travaille au Centre des hautes études militaires. Il y est très bien noté par le général Bineau qui voit en lui quelqu'un qui a l'étoffe pour prendre un commandement plus élevé.

#### Commandant d'un régiment de chars
Le 25 septembre 1935, il devient colonel et prend le commandement du 511e régiment de chars de combat jusqu'au 1er novembre 1938 mais reste tout de même maintenu en surnombre au régiment. Ce régiment devait recevoir les trente premiers chars B1. Il travaille ensuite à l'Institut des hautes études de Défense nationale jusqu'au 10 mars 1939.

### Seconde Guerre mondiale

#### A la tête d'une brigade blindée
Il dirige ensuite la 3e brigade blindée du 10 mars au 2 septembre 1939 en remplacement du général Delestraint qui part à la retraite. Il prend à cette date le commandement des unités blindées de la 3e armée française jusqu'en février 1940 avec sous ses ordres le 511eRCC et le 507eRCC du colonel de Gaulle. Les deux hommes partagent la même foi dans l'arme blindée, mais leur approche génère un antagonisme très net : l'aspect technicien et tacticien du général Bruneau s'oppose au caractère théoricien et peu intéressé des questions mécaniques du colonel de Gaulle. Entre-temps, il est promu général de brigade le 8 décembre 1939.

#### Chef de la 1re division cuirassée
Le 17 février 1940, le général Bruneau prend le commandement de la 1re division cuirassée nouvellement constituée, encore en formation lors du déclenchement de la bataille de France. Il manque l'occasion de participer à la contre-attaque contre la 7e Panzerdivision de Rommel le 14 mai lorsque celle-ci était vulnérable. L'ordre d'attaquer lui parvient avec retard et incomplet et dans une situation défavorable jugée comme intenable par le général Bruneau qui déjà savait avoir à sacrifier son unité, notamment par l'absence du soutien de l'infanterie. Puis, quand il fait mouvement, les routes sont encombrées et ralentissent la progression. L'hésitation du haut commandement dans le déploiement est confirmée par le général Dufieux . Le général Bruneau doit ensuite attendre pour ravitailler, car il a placé ses camions-citernes tout à l'arrière de sa division, comme le prescrivait alors le règlement, malgré ses demandes de remorques permettant de transporter le carburant, ce qui s'est révélé être une erreur stratégique que l'on peut imputer à la doctrine militaire de l'époque.  
Toutefois, l'origine de cette erreur peut être trouvée dans l'échange suivant : le 14 mai, il donne au colonel Sandrier les ordres "de n'engager le 37e bataillon sur Saint Gérard que si la chose apparaît comme absolument nécessaire et de régler la mise en route des autres éléments de la division, 3ème brigade en tête". Il rajoute être "à peu près certain que cette dernière recommandation a été faite, au moins dans l'esprit, si ce n'est dans la forme indiquée, mais la chose ne peut être affirmée". De son côté, le colonel Sandrier indique " l'ordre donné à 13h30, que je n'ai jamais eu entre les mains, précisait, autant que mes souvenirs sont exacts, les conditions de mouvement du reste de la division et, en particulier, du ravitaillement en essence. J'ai assisté à la dictée de la fin de cet ordre, en ai pris très rapidement connaissance, et suis parti avec l'avant garde; je n'avais donc pas à intervenir dans la mise en route des autres éléments de la DCr au moins avant le premier bond". Le général Bruneau fait donc mouvement persuadé que ses éléments de ravitaillement vont le suivre et son adjoint fait mouvement également de son côté sans ces éléments.

#### Bataille de Flavion
Lors de la bataille de Flavion, le lendemain 15 mai, la moitié de sa division ne peut pas manœuvrer, par manque d'essence. Il s'organise cependant en défense et réussit à mettre hors de combat « de nombreux chars ennemis » mais les siens sont finalement anéantis, plus puissants mais moins bien dirigés à cause de la faiblesse des communications radio françaises et n'ayant pas de canons antiaériens ni le soutien de l'aviation, et beaucoup d'entre eux se trouvant immobilisés, en panne d'essence. À l'issue de ses combats à Flavion, la 1re division cuirassée a perdu environ 100 chars, le 28e BCC est anéanti et il ne reste plus qu'une compagnie aux 26e et 37e BCC. De leur côté les Allemands ont perdu entre 60 et 100 chars, 20 automitrailleuses et 20 canons antichars[réf. à confirmer]. Sa division est anéantie « corps et biens ».

#### Prisonnier de guerre
Le général Bruneau est fait prisonnier quelques jours plus tard, le 18 mai. Il est transféré au camp Oflag IV-B situé dans la forteresse de Königstein d'où il réussit à s'échapper pour y être retourné toutefois après avoir été recapturé près de la frontière suisse. Dès son arrivée en prison, il récupère des fils de fer barbelés pour en faire des cordages et descendre les falaises de 40 mètres entourant la forteresse. Il réalise des faux papiers en imitant à la main des caractères de machine à écrire. Il transforme une couverture en manteau "prince-de-galles" et recouvre un uniforme démilitarisé de coups de stylo. Chaque jour, il économise une part de sa ration pour constituer des réserves. Il réussit également à se procurer les horaires de train entre Königstein et Bâle. Il s'évade le 12 décembre 1941 avec l'aide de deux camarades qui l'aident à descendre. Il prend le train à la gare et rejoint la frontière suisse 2 jours plus tard. Il cherche à se mêler aux travailleurs allemands passant la frontière. Le train a du retard, ce qui permet à la police de diffuser son signalement. Il est interpellé sur le quai et ramené à Königstein. Au soir du 14 décembre 1941, lors d'une halte à Fribourg, il est logé dans un hôtel en ayant fait valoir son rang de général. Il profite d'un instant d'inattention des gardes pour fermer la porte de sa chambre, sauter par la fenêtre. Il chute de plusieurs mètres, traverse une verrière et se fracture le bassin, le bras et un talon. Après trois mois d'hospitalisation à Fribourg, il est renvoyé à la forteresse de Königstein.  
Libéré par les Alliés à la fin de la guerre le 9 mai 1945, il rentre en France le 11 mai 1945. Il est placé dans le cadre de réserve le 12 juin, après sa permission. Il quitte alors l'Armée et rejoint sa famille à Lyon.

### 1945 à 1953
Il est entendu le 6 juillet 1948 par la commission d'enquête chargée d'enquêter sur les événements survenus en France de 1933 à 1945 où il expose son point de vue sur cette campagne en indiquant en préambule l'improvisation de la création des divisions cuirassées. Il y décrit l'ambiance dans laquelle il se trouvait, le rôle limité au soutien d'infanterie (accompagnement) de l'arme blindée dans l'armée française de l'époque, l'inadéquation du matériel en ce qui concerne les transmissions, et les ordres contradictoire qu'il a reçus ayant conduit à la déroute décrite ci-dessus. Le général Bruneau y juge l'infériorité de l'arme blindée française comme n'ayant pas été organisée de façon convenable : « on ne les avait pas orientés, pas outillés, pas instruits, pas mobilisés pour faire la guerre de mouvement. Au contraire (...) on avait voulu en faire des engins d'accompagnement ». S'ajoutent à ces constatations le fait que la 1re division cuirassée était une unité de formation, insuffisamment instruite et amalgamée. Les efforts mis en place pour préparer au mieux cette division en un minimum de temps ont été contrés par quantité de facteurs dont notamment le refus hiérarchique de constituer des régimes de permissions par équipage et non séparées, ce qui a diminué le rendement de la formation des équipes. A cela s'est ajouté le prélèvement d'éléments de choix pour constituer les 3e et 4e divisions cuirassées.
Ce rapport indique également que le général Bruneau a été pris par le général Estienne dans son état-major, avoir travaillé avec lui jusqu'à ses derniers jours sur la question des chars et avoir été mêlé à l'ensemble des études réalisées sur le char B. Le refus du commandement d'attribuer des moyens de communication adéquats dans les chars y est également détaillé. M. Charles Serre de la commission y a reconnu que le général Bruneau ne disposait pas des moyens nécessaires pour mener cette unité cuirassée à la bataille. M. Dehrs confirme ne voir personne d'autre à l'époque comme ayant été en mesure de participer à une manœuvre importante avec l'arme blindée française.
Y est décrit également que, lors des expériences de Sissone, après avoir donné "le bien aller" à ses unités de chars B pour démontrer la supériorité de l'arme blindée, s'être fait réprimander par le général Dufieux, alors inspecteur général de l'infanterie et des chars, en ces termes : "Quant aux chars B, le moins qu'on en puisse dire, c'est qu'ils n'ont pas exécuté l'ordre et ont fait cavalier seul"[réf. nécessaire]. Événement illustrant la méfiance de l'état-major français quant à l'utilité de l'arme blindée avant la Seconde Guerre mondiale[non neutre].

## Distinctions
- Commandeur de la Légion d'honneur (1942)[18].
- Croix de guerre 1914–1918
- Croix de guerre 1939–1945
- Médaille des évadés
- Croix du combattant
- Médaille commémorative du Maroc
- Médaille commémorative de la guerre 1914–1918
- Médaille interalliée de la Victoire
- Médaille commémorative de la guerre 1939–1945
- Croix blanche de l'Ordre du mérite militaire d'Espagne
- 5e classe de l'ordre de l'Aigle Blanc (Serbie)
- 3eclasse de l'ordre de la Couronne (Yougoslavie)